# Okenia angelensis
Okenia angelensis är en snäckart som beskrevs av Lance 1966. Okenia angelensis ingår i släktet Okenia och familjen Goniodorididae. Inga underarter finns listade i Catalogue of Life.